# Revolta din Ținutul Sării
Revolta din Ținutul Sării (în maghiară A sóvidéki lázadás) a reprezentat o rebeliune armată a secuilor din depresiunea Praid-Sovata, aflați în arealul exploatărilor de sare din apropierea orașului Târgu Mureș (areal care corespunde zonei etnografice maghiare Sóvidék – în română Ținutul Sării). Aceasta s-a desfășurat în perioada 29 martie–6 aprilie 1919 într-o zonă controlată de către Armata României în numele Consiliului Dirigent, în perioada de asigurare de către trupele române, din punct de vedere militar, a liniei de demarcație din Transilvania.
Rebeliunea s-a declanșat ca efect al unei interpretări greșite a unei informații oficiale transmise în timpul perioadei de disfuncționalitate asociată cu depunerea jurământului de fidelitate față de statul român. Suplimentar, revoltații s-au bazat în mod eronat pe sprijinul militar al Diviziei Secuiești, sprijin pe care aceasta nu era capabilă să-l acorde.
Populația din zonă nu a reacționat unitar, ridicându-se împotriva ordinii existente doar un număr mic de sate, iar acestea au putut asigura, conform lui Szekeres Lukács Sándor, numai un număr de circa 200 de oameni înarmați. După etapa de început, în care jandarmii locali au fost copleșiți, intervenția trupelor regulate ale Regatului României a restabilit situația inițială. 
Bilanțul final al evenimentelor a indicat ca efect al rebeliunii un total de 7 decese directe (4 insurgenți secui și 3 jandarmi români) și 12 decese indirecte (toți fiind civili secui). În temperarea exceselor revoltei, dar și ulterior, în normalizarea vieții locuitorilor zonei, l-a jucat pastorul reformat Ferenc Laár al bisericii reformate din Praid.

## Context

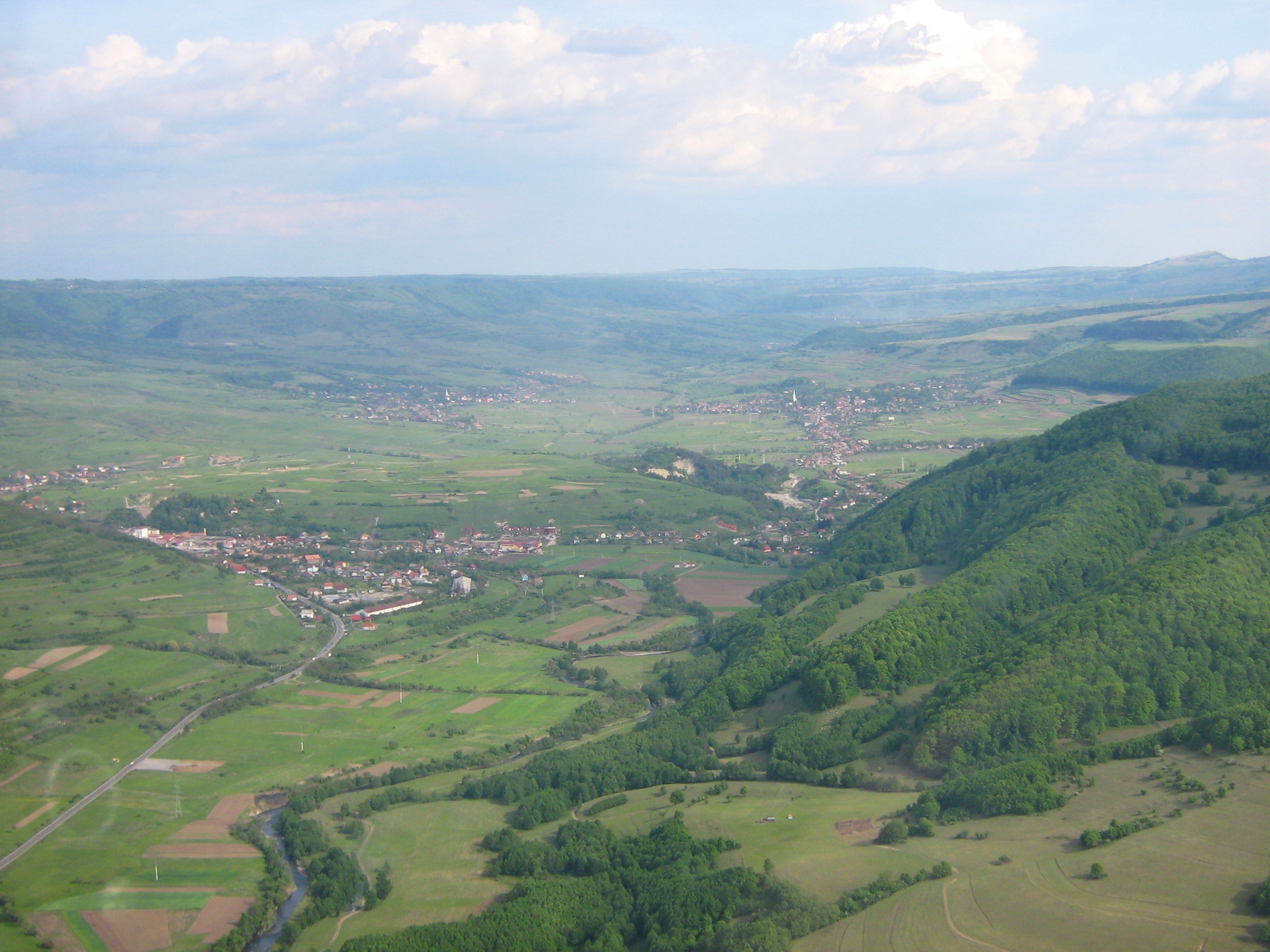
Valea Târnavei Mici în zona Praid

### Geografic
Ținutul Sării (Sóvidék) corespunde unor localități din zona Sărățeni-Sovata-Praid-Corund. În centrul acestuia se află localitatea Ocna de Sus. Zona corespunde, în principal, văii râului Corund și văii superioare a Târnavei Mici, fiind situată cu predilecție în depresiunea Praid-Sovata.

### Militar și politic
În conformitate cu convenția militară de la Belgrad din 13 noiembrie 1918, Ținutul Secuiesc a intrat în zona de ocupație a Armatei României. În timpul avansului trupelor române, Consiliile Naționale de la Miercurea Ciuc (comitatul Ciuc) și Odorheiu Secuiesc (comitatul Odorhei) nu au planificat sau pregătit vreo rezistență armată, interzicând chiar acest lucru. Pe data de 15 decembrie, aliniamentul prevăzut ca linie de demarcație a fost atins. Alături de soldații români, în zonă au fost trimiși și jandarmi (dislocați la Sovata și Praid în număr de 18).
Cu toate că, în conformitate cu prevederile de armistițiu, administrația civilă ungară ar fi trebuit să gestioneze teritoriul preluat de trupele române, în ianuarie 1919 Consiliul Dirigent, aflat la Sibiu, a început să preia puterea de stat, privind teritoriile locuite de secui ca parte a statului român. A existat în luna ianuarie 1919 la Odorheiu Secuiesc o tentativă de înființare a unei Republici Secuiești, care însă a eșuat.
Ocupația militară a fost în același timp însoțită de adunarea armelor de la populație, care a fost obligată să le predea. Astfel de exemplu, în prima jumătatea lunii ianuarie, jandarmii din Praid au mers la Corund pentru aceasta, din casă în casă. Cu toate acestea, nu toate armele au fost strânse, o parte din acestea fiind ascunse de oamenii locului.
Conform dr. Szekeres Lukács Sándor, alături de rechiziții au existat însă și furturi sau răpiri din partea trupelor române, precum și pedepse ordonate de autoritățile militare sub formă de bătaie (unele urmate chiar și de decese), aplicate unor membri ai populației locale. Aceste acte s-au adăugat amintirilor puțin plăcute care, conform aceluiași autor, fuseseră lăsate de trupele române la fața locului, în timpul ofensivei Armatei României în Transilvania în 1916.

## Preludiu
Cu toate că oamenilor li se ceruse în mod repetat să predea armele, o serie de membri ai populației nu au dorit să le predea. Aceștia au sperat într-un război cu caracter național care să alunge trupele române, considerate de secui ca invadatoare. Pe de altă parte, depășirea celei de-a doua linii de demarcație în ianuarie 1919 de către Armata Română a determinat o situație care se putea complica foarte mult, iar la 23 ianuarie 1919, Consiliul de Miniștri ungar a decis pentru prima dată că nu mai avea o altă soluție decât rezistența armată.
Un moment potrivit pentru a trece la acțiune a părut a se ivi în primăvara 1919, când a început să se vehiculeze ideea unei rebeliuni pe plan local, coordonată cu un atac al trupelor Diviziei Secuiești. Coordonatorii unei astfel de revolte, aflați la Târgu Mureș, ar fi urmat să se bazeze pe sprijinul militar al Diviziei Secuiești, sprijin pe care aceasta nu era capabilă însă să-l acorde. Ca atare, din partea marii unități au fost trimiși la Târgu Mureș curieri care să comunice și să clarifice acest lucru.
În martie 1919 sabotajele s-au înmulțit, astfel că oficialitățile militare române au devenit mai intransigente. De asemenea, ziarele și revistele de limbă maghiară din Transilvania au devenit tot mai greu de procurat, în timp ce în aceeași perioadă, trimiterile poștale din Ungaria au fost pur și simplu arse în stația de cale ferată de la Cluj. Ca și consecință a lipsei unor informații exacte, s-au înmulțit zvonurile, tema cea mai frecventă a acestora fiind o presupusă ofensivă a armatei ungare. Au existat, de asemenea, zvonuri care au preconizat o retragere a trupelor române. Printre cei care își ascunseseră în mod eficient armele se afla un grup cu 40 de membri condus de un anume Andor Kovács, iar grupul acestuia a fost pus în alertă de zvonurile care au indicat că armata ungară va alunga trupele române.

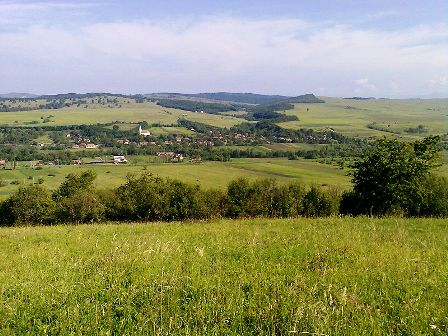
Panoramă a satului Dămieni

Pe acest fond, o telegramă transmisă la data de 29 martie 1919 gării Dămieni, în care se afirma că autoritățile române nu le mai cer jurământul către statul român lucrătorilor de căi ferate de stat maghiari, a fost interpretată ca o dovadă a faptului că ocupația trupelor române urma să înceteze.

## Revolta

### 29–30 martie
În aceeași zi, lucrătorii feroviari secui au sărbătorit vestea la cârciumă, anunțând că trupele ungare urmau să vină. După-amiază, un jandarm român care venea dinspre Miercurea Nirajului ducând cai, a fost atacat lângă Eremitu de secui și rănit cu un cuțit. Rănitul a fost transportat imediat la medic. În același timp, vestea adusă de telegramă s-a răspândit rapid pe valea superioară a Nirajului.
La Miercurea Nirajului, grupul lui Andor Kovács a atacat postul local de jandarmi, aceștia fiind capturați și închiși într-o pivniță. Ulterior au fost trimiși curieri spre văile Nirajului Mare și Nirajului Mic, pentru a solicita sătenilor să se alăture insurgenței. Acestora li s-au transmis atât informația eronată precum că există speranța că Divizia Secuiască va ataca pentru a elibera zona de trupele române, cât și informația despre jandarmul român rănit, căruia rebelii îi luaseră arma.
În istoria orală a locurilor, există și varianta unor misterioși curieri din Cluj care ar fi trebuit  să ajungă în zonă, pentru a-i informa pe localnici precum că acțiunea Diviziei Secuiești fusese contramandată.
Locuitorii din zonă nu au reacționat unitar. Cei din Mătrici s-au îndreptat spre Târgu Mureș, dar văzând că cei din Hodoșa nu li se alătură, s-au întors la casele lor. Sătenii din Mărculeni și Cându, alături de alții, s-au îndreptat însă spre zona Sovata.

### 31 martie
La 31 martie la Eremitu, revoltații au oprit trenul local care venea de la Praid, ocupând calea ferată și trăgând din pădure cu armele. Un grup de aproximativ 100 de rebeli s-au îmbarcat în tren și s-au dus la Sovata, unde a ajuns în jurul orei 12. Aici, în urma unei lupte în care unul dintre jandarmii români a fost omorât și mai mulți au fost răniți, grupul a ocupat postul local de jandarmi. Ulterior rebelii au luat în stăpânire poșta și gara, capturând și cele 25 de puști găsite în depozitul local de armament.
După ocuparea clădirilor publice din Sovata, de la Sărățeni le-au venit secuilor întăriri și a început un proces de organizare a rebeliunii în teritoriul înconjurător. Spre Praid a fost trimis un detașament în care se aflau și oameni din grupul lui Kovács Andor, având armele ascunse în trei căruțe. Grupul a sosit în localitate în jurul orelor 16–17 și cu ajutorul locuitorilor a reușit să-i dezarmeze pe cei 12 jandarmi români aflați acolo, în câteva minute. Singurul care a scăpat a fost locotenentul care-i comanda, acesta fugind prin cimitirul catolic. Mai târziu însă și acesta a fost capturat în timp ce se deplasa spre Corund (unde a fost bătut) fiind readus la Praid, unde sătenii deja se organizau pentru apărare, fără a fi supus altor abuzuri. O patrulă a fost organizată pentru a prinde pe militarii români care ar mai fi trecut prin sat.
George Kovats, un lider al rebelilor din Eremitu, a propus organizarea unui detașament care să meargă spre Târgu Mureș. Din Praid au pornit mesageri călare spre satele din jur pentru a le ridica la luptă, fără a avea însă succes, din cauza lipsei de arme. În același timp, oamenii din satele din jur care veniseră la Praid au început să se întoarcă la casele lor.
În stadiul respectiv al rebeliunii, insurgenții din Praid au tras câteva concluzii, anume că: 1) revolta acoperă doar câteva sate, 2) pacea locuitorilor din Praid a fost tulburată de străini, 3) va urma cu siguranță o expediție de pedepsire, din partea trupelor române. Ca atare, jandarmii români deja capturați urmau să fie păstrați drept ostateci. De asemenea, pe drumurile care duceau spre Praid au fost trimise gărzi înarmate, pentru a nu putea intra în sat trupe străine în cursul nopții.
Câțiva jandarmi români care în mod obișnuit erau dislocați în Praid, dar fuseseră plecați la Corund în timpul evenimentelor relatate mai sus, au dorit să se întoarcă în localitate. Fiind somați de gărzile secuiești care apărau Praidul să se oprească, au ripostat cu armamentul din dotare. Ca efect, trei dintre apărători au fost răniți în luptă, aceștia decedând în cursul dimineții următoare de 1 aprilie.

### 1 aprilie

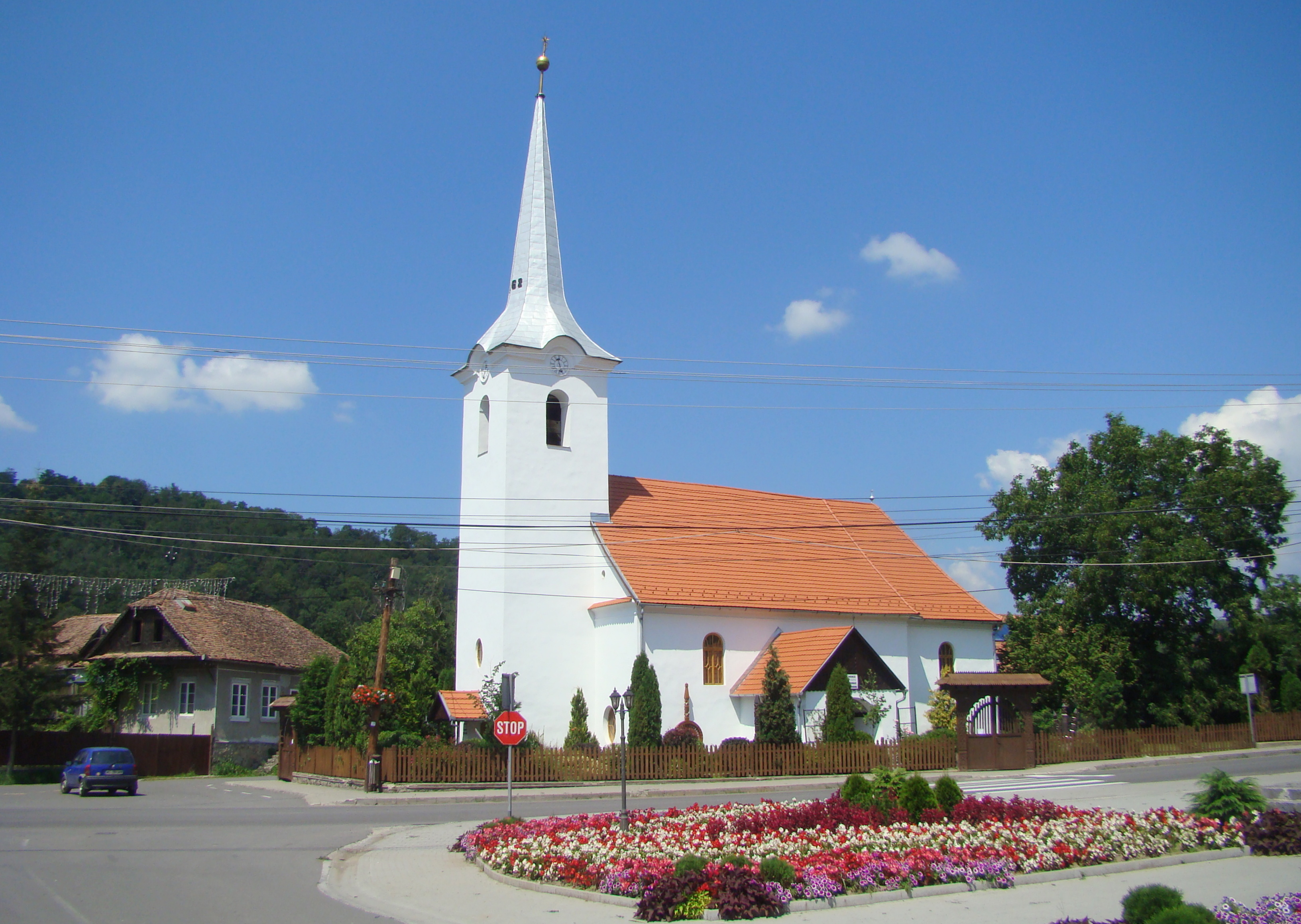
În imagine, biserica reformată din Praid

Decesul celor trei gărzi proprii a stârnit mânia populației din Praid, care a dorit să-i execute pe jandarmii români deja capturați, în piața satului. Doar acțiunea viguroasă a pastorului Ferenc Laár al bisericii reformate din Praid, a împiedicat executarea jandarmilor români ținuți ostateci. De teama că atacul trupelor române ar fi urmat să tulbure ceremonia funerară, cei trei au fost îngropați în aceeași zi. La înmormântare a participat o mare parte din populația locală, în contextul unei atmosfere generale de indignare și de supraexcitare.
În aceeași zi, între Atid și Atia un nou incident a crescut numărul de victime. La Atid un fost soldat secui întors din Rusia a recunoscut între 2 jandarmi români care fuseseră trimiși drept curieri spre Praid, un fost tovarăș de arme. A început astfel o ceartă în urma căreia cei doi jandarmi au fost dezarmați. Începând să scape spre Atia, respectivii jandarmi au fost înconjurați de mulțime și linșați.
Între timp au început să sosească vești precum că efective numeroase de trupe românești urmau să sosească în zonă și a început să răzbată faptul că trupele ungare nu vor acționa concret pentru eliberarea teritoriului aflat în cauză. Pentru intelectualii aflați în zonă care putuseră folosi telefonul pentru a lua contact cu orașele învecinate, a devenit evident faptul că dimensiunea revoltei era de mică amplitudine și că aceasta se desfășura doar în câteva sate, fiind inițiată ca urmare a unor informații eronate. Ca atare, aceștia au încercat să tempereze zelul insurgenților și să se ocupe de securitatea jandarmilor români reținuți.

## Reacția armatei române

### 2 aprilie
Circa 200 de soldați și 30 de jandarmi au fost trimiși pe valea Nirajului și spre depresiunea Praid-Sovata. Au avut loc ciocniri cu insurgenții la Dămieni și Eremitu, soldate cu răniți. De asemenea, un batalion trimis anterior spre Odorhei ca urmare a preocupării existente privind posibilitatea unei rebeliuni bolșevice a fost redirecționat spre depresiune. Nu a existat altă rezistență armată, astfel că la sosire, soldaților batalionului le-a revenit doar sarcina de a afla cine sunt vinovații pentru cele întâmplate, de a-i găsi și de a-i prinde pentru a fi deferiți autorităților.
Cu acest scop, conform lui Szekeres Lukács Sándor, unitățile române au adoptat tactici de intimidare, mărșăluind cu întregul efectiv și cu artileria prin sate. După ce au făcut acest lucru la Corund, la ordinul ofițerului comandant cu gradul de colonel, artileria a fost instalată pe poziții pe pantele de la Calonda, cu scopul de a amenința Corundul. Îmbrăcat în odăjdii, preotul paroh Mihály Hadnagy împreună cu profesorul Knopp Vencel au pornit să înduplece ofițerii unității „să salveze satul”, în timp de ofițerul comandant a solicitat predarea vinovaților. Mulți dintre insurgenți însă, în următoarele zile au fugit, fie ascunzându-se înarmați în păduri, fie profitând de condițiile iernii într-o printr-o altă modalitate de a se ascunde.
O delegație formată din preotul catolic Béla Kicsid din Praid, pastorul calvin Ferenc Laár, directorul școlii Mihály Kovács și profesorul György Kakucs, s-a pregătit pentru a porni demersurile în vederea atenuării previzibilei durități a intervenției trupelor române. Delegația a așteptat până la ora 19, trupele române ajungând însă în satul Praid noaptea.

### 3–6 aprilie
În data de 3 aprilie au început arestările, sub comanda unui locotenent-colonel, fiind reținuți și interogați în localul jandarmeriei (conform lui Szekeres Lukács Sándor inclusiv prin folosirea unor metode violente, care au dus la decesul a 4 persoane), 80 de locuitori din Praid. În următoarele zile, toți cei reținuți din localitățile înconjurătoare (Mătrici, Sovata, Ocna de Sus, Corund, etc...) au fost dirijați tot spre Praid.
În dimineața zilei de 6 aprilie, unul dintre principalii inculpați, Gagyi Lázár, care încercase să-i mobilizeze la revoltă pe locuitorii din Șiclod, a reușit să fugă. În aceeași zi a fost anunțată execuția lui Dénes Farkas, vinovat de rănirea prin împușcare a locotenentului român Donetea în ziua de 31 martie la Praid. Cu scopul de a asista la aceasta, populația a fost adusă în piața localității Praid. După citirea sentinței și a motivației acesteia, condamnatul, soldații și populația s-au îndreptat spre cimitirul catolic, unde Dénes Farkas a fost executat prin împușcare. Condamnat la moarte a fost și Pál G. Dénes din Sovata.
Alte arestări legate de evenimentele din depresiunea Sovata-Praid au fost făcute pe teritoriul comitatului Odorhei, inclusiv în orașul de reședință al acestuia, până la 6 aprilie 1919. Acești inculpați au fost cercetați la Odorheiu Secuiesc. La Dămieni, între 30–40 de oameni au fost pedepsiți cu bătaia, pentru participare la revoltă. Au mai fost pronunțate de asemenea încă alte 5 condamnări la moarte pentru cele petrecute la Atid.

## Epilog
La Praid, unitățile armatei române au rămas timp de 3 săptămâni. Au existat în perioada respectivă și condamnări la închisoare. Majoritatea celor implicați în rebeliune însă s-au ascuns, unii dintre insurgenți stând multă vreme prin păduri sau prin alte părți (chiar și un an și jumătate, sau până la 2–3 ani) până la declararea unei amnistii. 29 de arestați au stat în captivitate mai multe luni, în timpul detenției decedând 2 dintre cei arestați.
Sub amenințarea unor pedepse aspre, inclusiv colective, populația a fost anunțată să predea tot armamentul și muniția de război, rămase de la fosta armată austro-ungară.
An de an, cei arestați în timpul revoltei au fost chemați la tribunal, cazul fiind închis de abia în 1927, după ce în 1926 preotul Ferenc Laár din Praid, devenit între timp parlamentar, s-a adresat prin intermediul grupului său parlamentar cu acest scop lui Octavian Goga, care era în guvernul de la acel moment, ministru al Afacerilor Interne. Timp de 1 an, până în noiembrie 1927, negocierile politice duse au întârziat finalizarea cazului. Acesta fost închis după un proces de 11 zile care a implicat audierea a 120 de inculpați și de martori, la Tribunalul Brașov. Toți inculpații, mai puțin cei refugiați în Ungaria au fost scutiți de pedeapsă, pe motiv că la acel moment nu erau cetățeni români. Dintre cei refugiați în Ungaria, unii au fost condamnați la închisoare pe viață sau până al 15 ani de muncă silnică.
Conform doctorului în drept Szekeres Lukács Sándor, născut în Ocna de Sus, absolvent al Universității Babeș-Bolyai și în același timp autor al unor cărți despre istoria secuilor din Transilvania, cei 8 ani și jumătate de tărăgăneli judiciare au reprezentat o bună ocazie atât de a intimida pe secuii din România cât și una de a umfla buzunarele celor responsabili, de către rudele celor inculpați, prin mecanismul corupției.
Bilanțul final al evenimentelor urmărit în arhive indică un total de 1.000 de participanți la evenimentele din Ținutul Sării. Din acest total, 200 a fost numărul secuilor înarmați. Victimele directe au fost reprezentate de 4 civili secui și 3 jandarmi români, totalul victimelor indirecte ridicându-se ulterior la 12, toate fiind reprezentate de civili secui.

## In memoriam
Astăzi, crucea de la căpătâiul caporalului de jandarmi Florea Constantin, decedat la vârsta de 25 de ani Sovata în 31 martie 1919, are statut de monument.
Rămășițele lui Dénes Farkas au fost mutate la Sărățeni în 1941, în perioada în care Ardealul de Nord a fost sub stăpânirea Ungariei. O cruce de piatră există astăzi la locul fostului său mormânt temporar.